# Ia Grai
Ia Grai là một xã thuộc thuộc tỉnh Gia Lai, Việt Nam.
Xã Ia Grai được thành lập theo Nghị quyết số 1664/NQ-UBTVQH15 năm 2025, trên cơ sở hợp nhất toàn bộ diện tích tự nhiên và dân số của thị trấn Ia Kha và hai xã Ia Bă, Ia Grăng của huyện Ia Grai, đồng thời giải thể cấp huyện.